# Altenkirchener Hochfläche
Die Altenkirchener Hochfläche ist ein Landschaftsraum im Norden von Rheinland-Pfalz und Südosten  Nordrhein-Westfalens. Zusammen mit der im Westen angrenzenden Asbacher Hochfläche bildet sie das unterste, nordwestliche Stockwerk des Westerwaldes, die Asbach-Altenkirchener Hochflächen. Es handelt sich um eine auf etwa 280–330 Metern Höhe gelegene, flachhügelige bis wellige Hochmulde, die naturräumlich dem Niederwesterwald mit der Einheit 324.81 zugeordnet wird. Sie besitzt eine Ausdehnung von etwa 205 km2.
Das Gebiet entwässert zur Wied hin. Eine Ausnahme bildet der Irsenbach, der zur Sieg fließt. Hauptort ist die Kreisstadt Altenkirchen. Weitere Gemeinden sind unter anderen Weyerbusch, Neitersen, Berod bei Hachenburg, Höchstenbach und Seelbach.